# Secoesteroide

Estructura general de un esteroide con los átomos de carbono numerados.

Estructura del colecalciferol, un secoesteroide en el que existe una ruptura del anillo de carbono entre los átomos 9 y 10.

Un secoesteroide es un compuesto químico derivado de los esteroides en el que existe una fisión o ruptura de uno de los anillos de átomos de carbono que forman su estructura. El ejemplo más típico de secoesteroride es el colecalciferol (vitamina D3)

## Etimología
El término procede del latín sec (cortar), latín stere y griego oid.

## Tipos
Dentro del grupo de los secoesteroides pueden citarse las siguientes sustancias:
- Alfacalcidol. Análogo de la vitamina D usado como suplemento en humanos y como aditivo en alimento para aves.
- Paricalcitol. Es un análogo sintético de la vitamina D que se utiliza en medicina por su capacidad para disminuir los niveles de hormona paratiroidea.
- Ergocalciferol.
- Colecalciferol. También llamado vitamina D3.
- 25 hidroxicolecalciferol.
- 1-25 dihidroxicolecalciferol o calcitriol. Forma activa de la vitamina D procedente de la doble hidroxilación del colecalciferol.

### Secoesteroides de origen marino

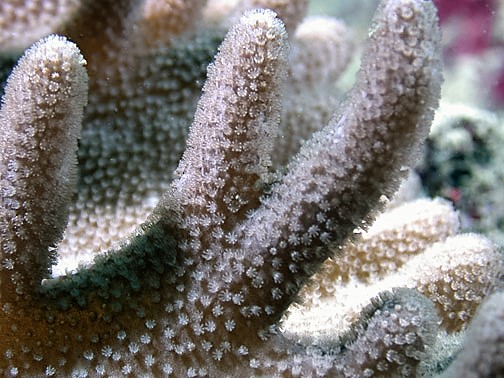
La polidactina A es un secoesteroide que se ha aislado del coral Sinularia polydactyla.

Se han aislado numerosos secoesteroides procedentes de organismos de origen marino, algunos de ellos como el sinuleptolide poseen interesantes propiedades que se encuentran en estudio para aplicaciones en medicina.